# BOOM '76
BOOM '76 je album v živo s posnetki z BOOM Festivala 1976. Festival se je odvijal 11. in 12. junija 1976 v Hali Pionir v Beogradu. Nastopilo je veliko izvajalcev: Smak, YU Grupa, Time, September, More, Buldožer, Suncokret, Parni valjak, Teška industrija, Zdenka Express, Process, Torr in Oliverova Beogradska Reprezentacija.

## Seznam skladb
| A stran | A stran                                                    | A stran      | A stran |
| Št.     | Naslov                                                     | Izvajalec    | Dolžina |
| ------- | ---------------------------------------------------------- | ------------ | ------- |
| 1.      | „Uvod‟ (improvizacija)                                     | R. M. Točak  | 4:10    |
| 2.      | „Ljubavni jadi jednog parnog valjka‟ (Husein Hasanefendić) | Parni valjak | 3:15    |
| 3.      | „Moj Djerdane‟ (Gorica Popović)                            | Suncokret    | 2:50    |
| 4.      | „Zovna mašina‟                                             | Torr         | 2:50    |
| 5.      | „Da li znaš da te volim‟ (Dado Topić)                      | Time         | 6:40    |

| B stran | B stran                                                 | B stran        | B stran |
| Št.     | Naslov                                                  | Izvajalec      | Dolžina |
| ------- | ------------------------------------------------------- | -------------- | ------- |
| 1.      | „Sama‟ (Miodrag Bata Kostić)                            | YU grupa       | 4:15    |
| 2.      | „Hallo mr. Elton John‟ (Vladimir Delač/Ivica Krajač)    | Zdenka Express | 5:15    |
| 3.      | „Noč kradljivaca‟ (Janez Bončina, Tihomir Pop Asanović) | September      | 8:05    |